# Музей витончених мистецтв (Х'юстон)
Музей витончених мистецтв Х'юстона (англ. Museum of Fine Arts, Houston, скорочено MFAH) — художній музей, що розташований в місті Х'юстон, штат Техас, США. Він є одним з найбільших художніх музеїв у США та найбільшим у Техасі. Постійна колекція музею охоплює більш ніж шеститисячолітню історію та містить понад 63 тисяч експонатів.
Основні колекції музею розташовані у двох сусідніх будинках (з'єднаних підземним переходом) — будівля Одрі Джонс Бек (англ. The Audrey Jones Beck Building) та будівля Керолайн Вісс Лоу (англ. The Caroline Wiess Law Building).
Крім цього, до складу музею входять сад скульптур Ліллі та Х'ю Роя Каллена (англ. The Lillie and Hugh Roy Cullen Sculpture Garden), Школа мистецтв, а також початкова школа Глесселла (англ. Glassell School of Art and Glassell Junior School), колекції та сади Байю-Бенд (англ. Bayou Bend Collection and Gardens) та будівля Рієнці (Rienzi).

## Колекції музею

### Європейський живопис XV–XVI століть
Колекція європейського живопису XV–XVI століть представлена картинами таких художників, як Рогір ван дер Вейден («Мадонна з дитиною», після 1454), Ганс Мемлінг («портрет жінки похилого віку», 1468–1470), Сандро Боттічеллі («Поклоніння немовляті Христу», близько 1500), Бартоломео Венето («Портрет чоловіка», 1512, і «портрет жінки», 1520-е), Себастьяно дель Пьйомбо («Антон Франческо Альбіцці», 1525), Лукас Кранах Старший («самогубство Лукреції», 1529), Якопо Бассано та Франческо Бассано Молодший («Христос в домі Марії, Марти та Лазаря», 1576–1577), Доменіко Тінторетто («Танкред, що навертає Клорінда в християнство», близько 1586–1600) та інші.

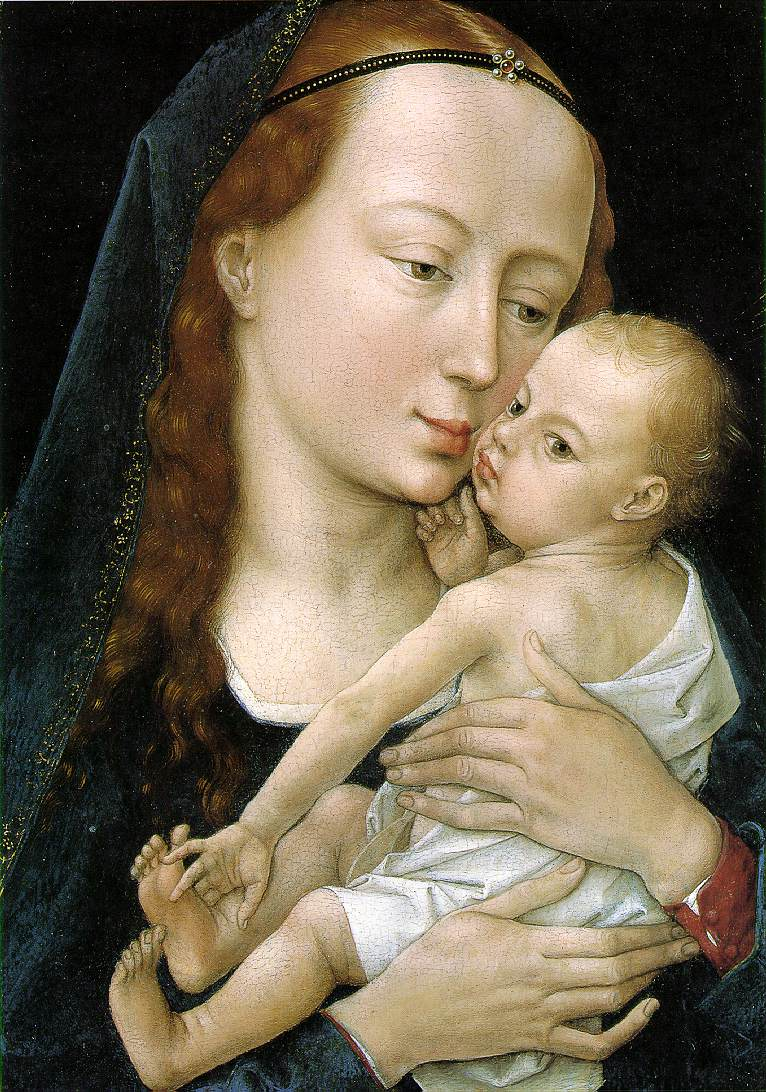
Рогір ван дер Вейден Мадонна з немовлям (після 1454)
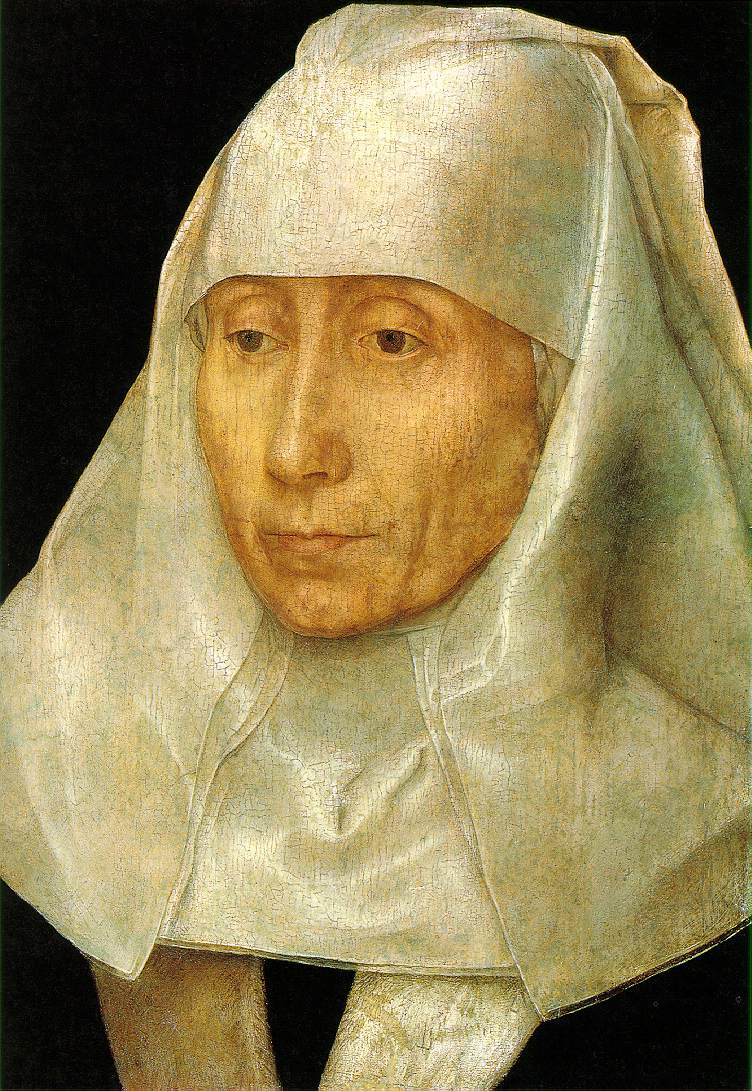
Ганс Мемлінг Портрет жінки похилого віку (1468 — 1470)
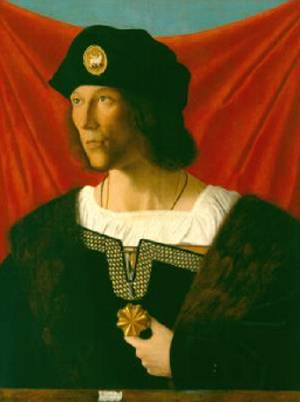
Бартоломео Венето Портрет невіомого (1512)
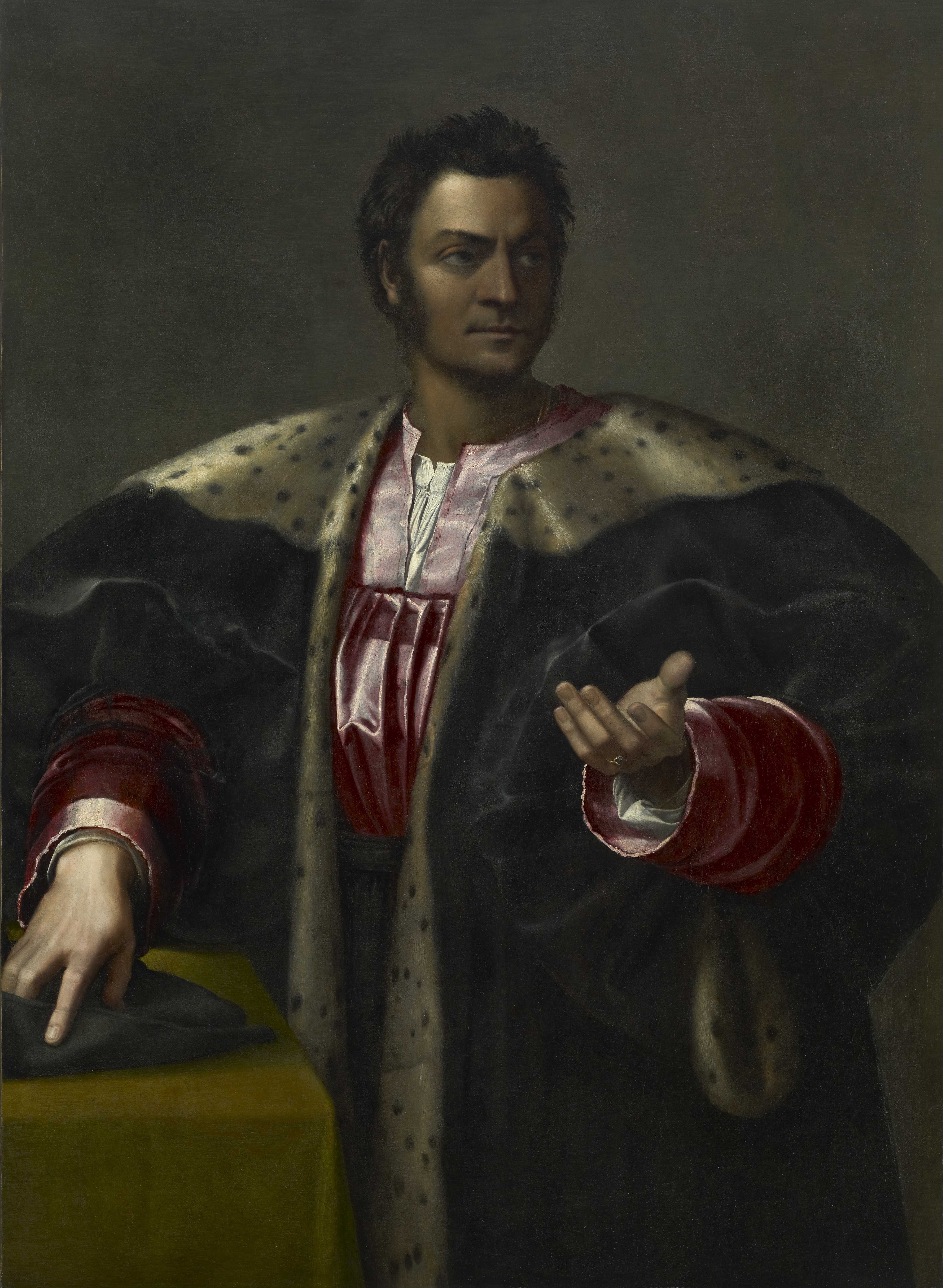
Себастьяно дель Пьйомбо Антон Франческо Альбіцці (1525)

### Європейський живопис XVII–XVIII століття

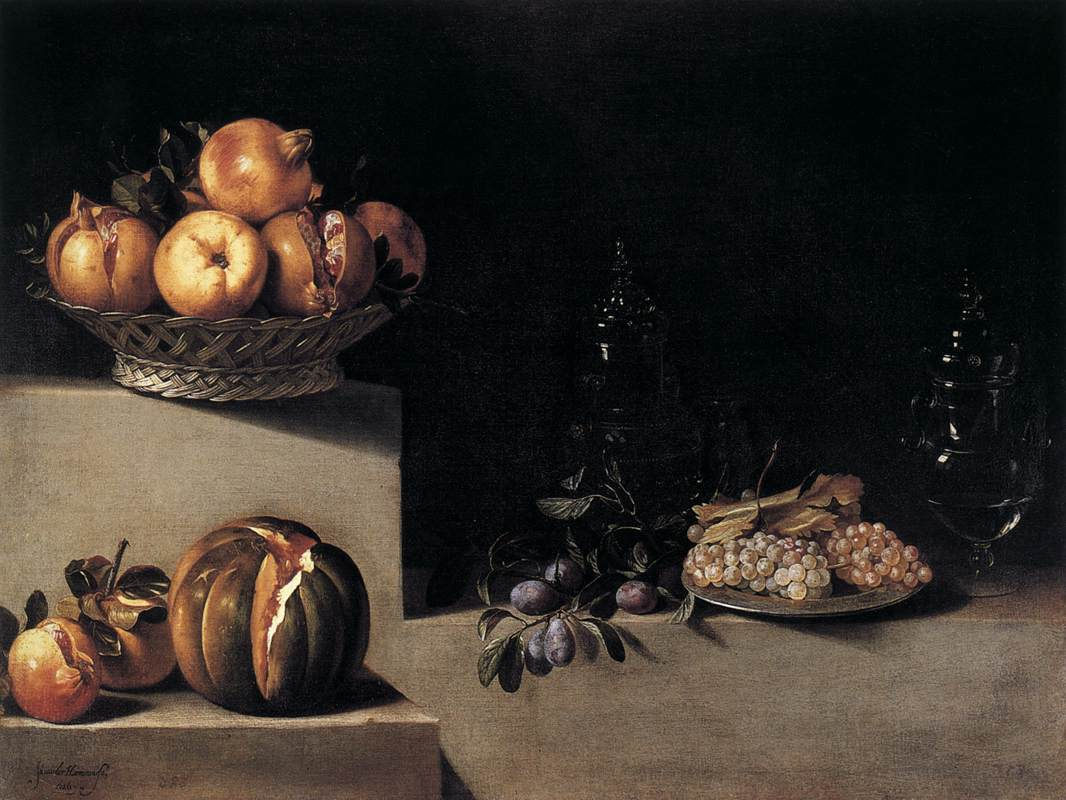
Хуан ван дер Амен Натюрморт з фруктами та скляними вазами (1626)
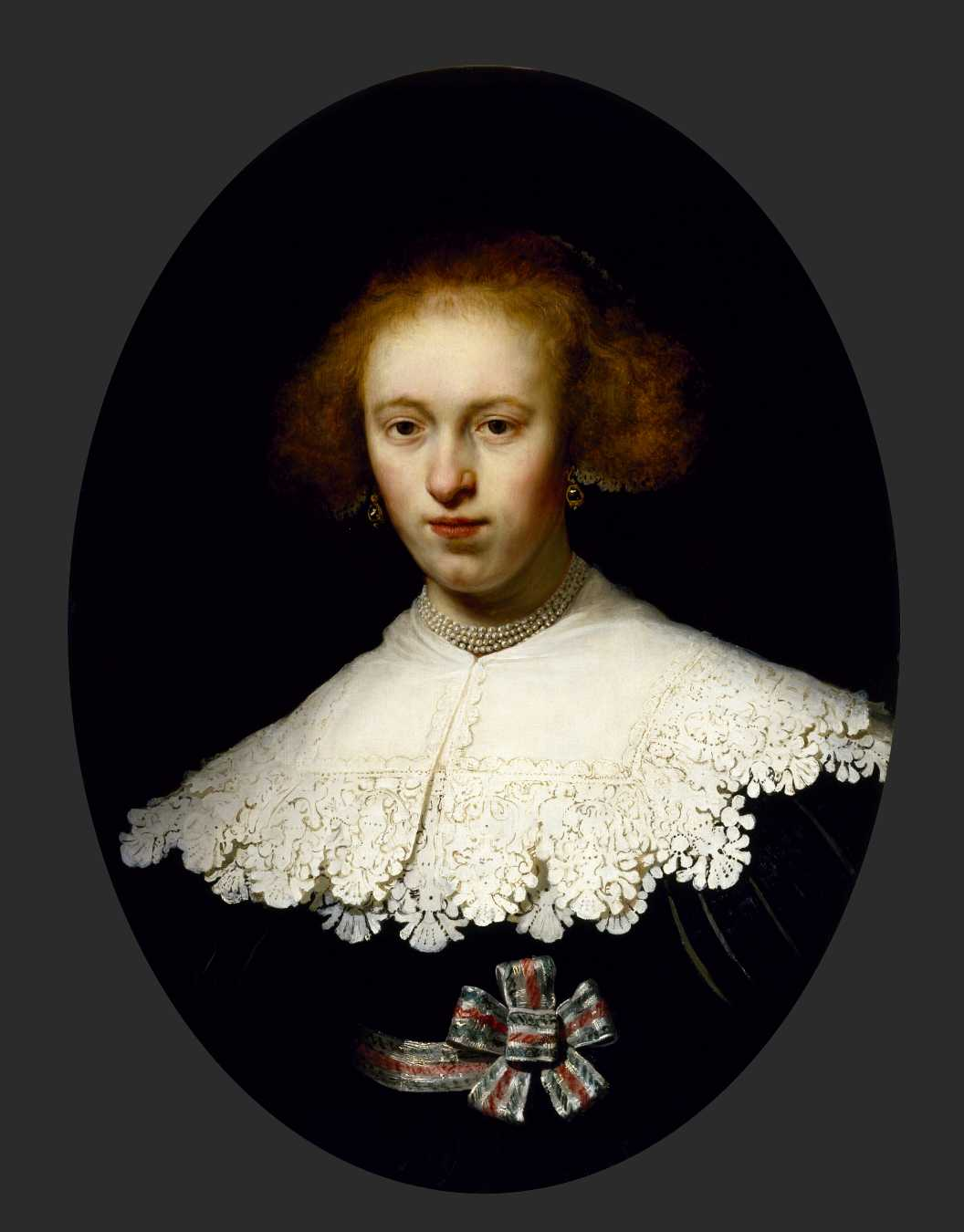
Рембрандт Портрет молодої жінки (1633)
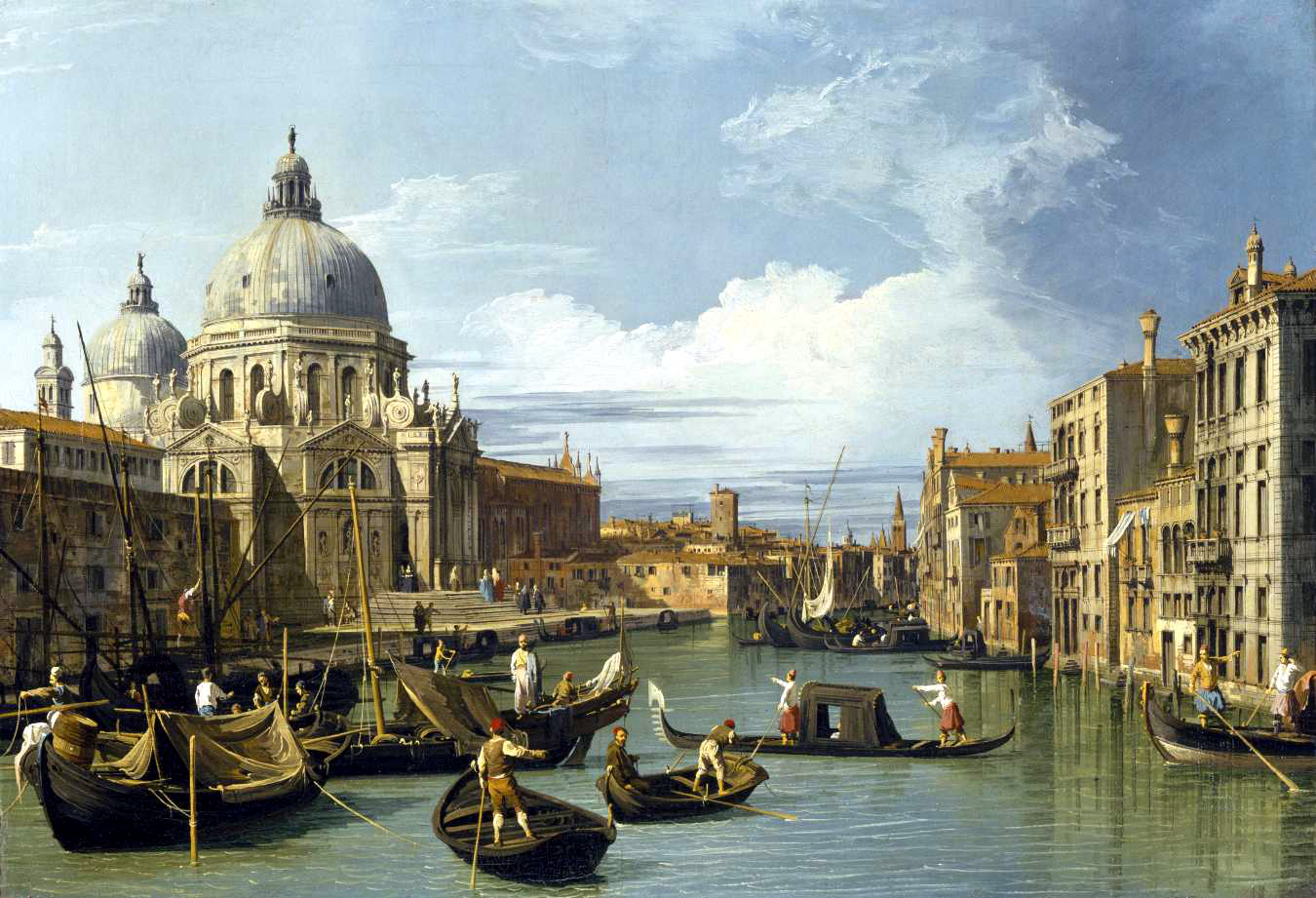
Каналетто Гранд-канал та церква делла Салюте (1730)
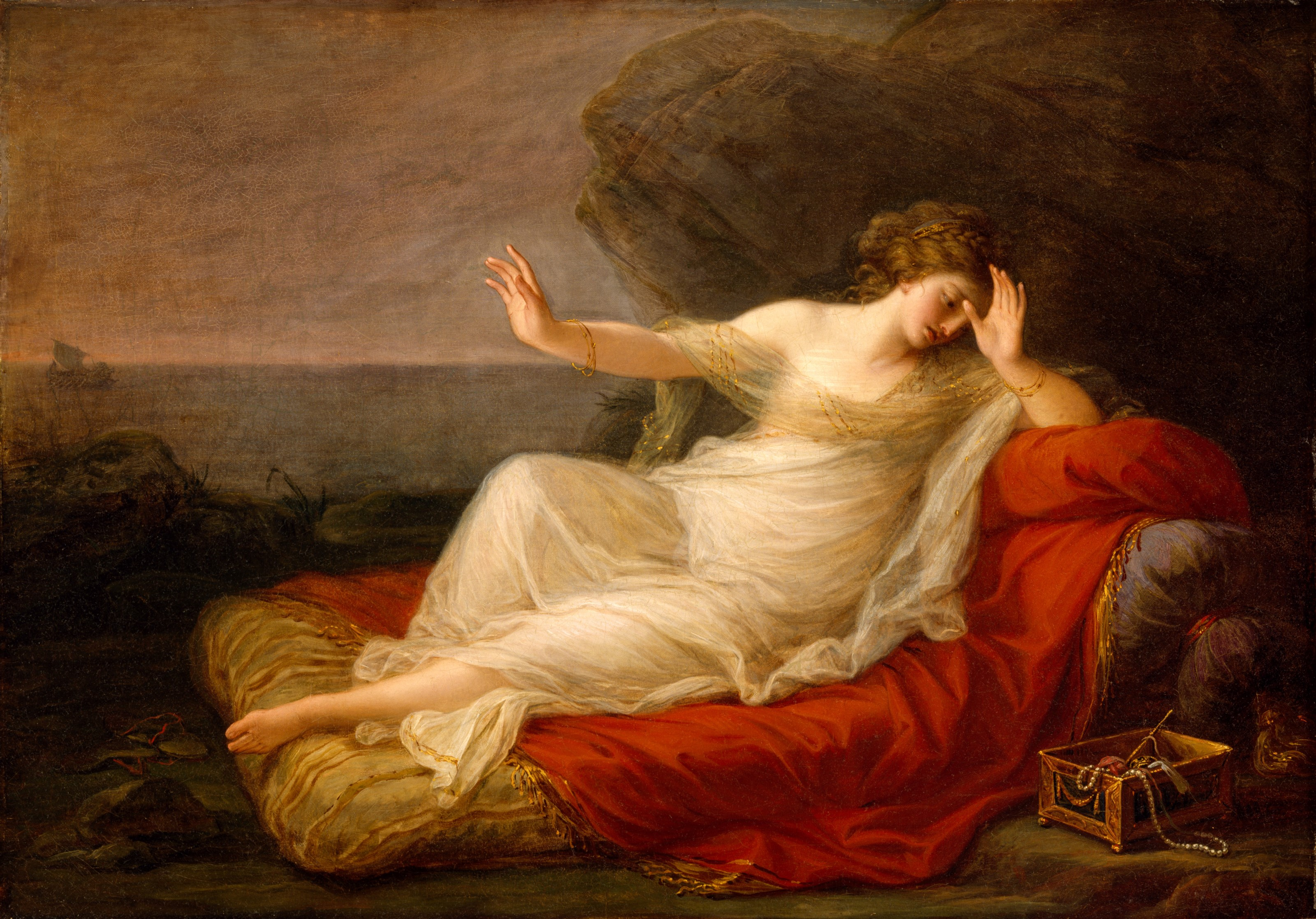
Ангеліка Кауфман Аріадна, покинута Тесеем (1774)

### Європейський живопис XIX–XX століття

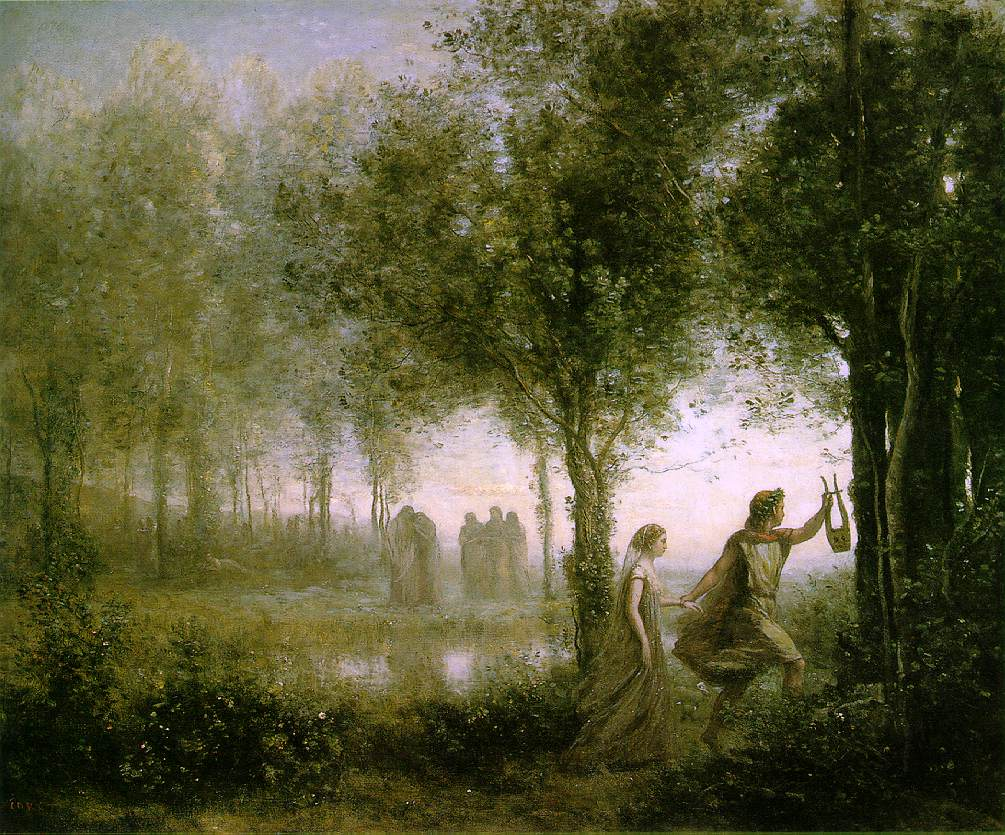
Каміль Коро Орфей, що виводить Еврідіку з царства мертвих (1861)
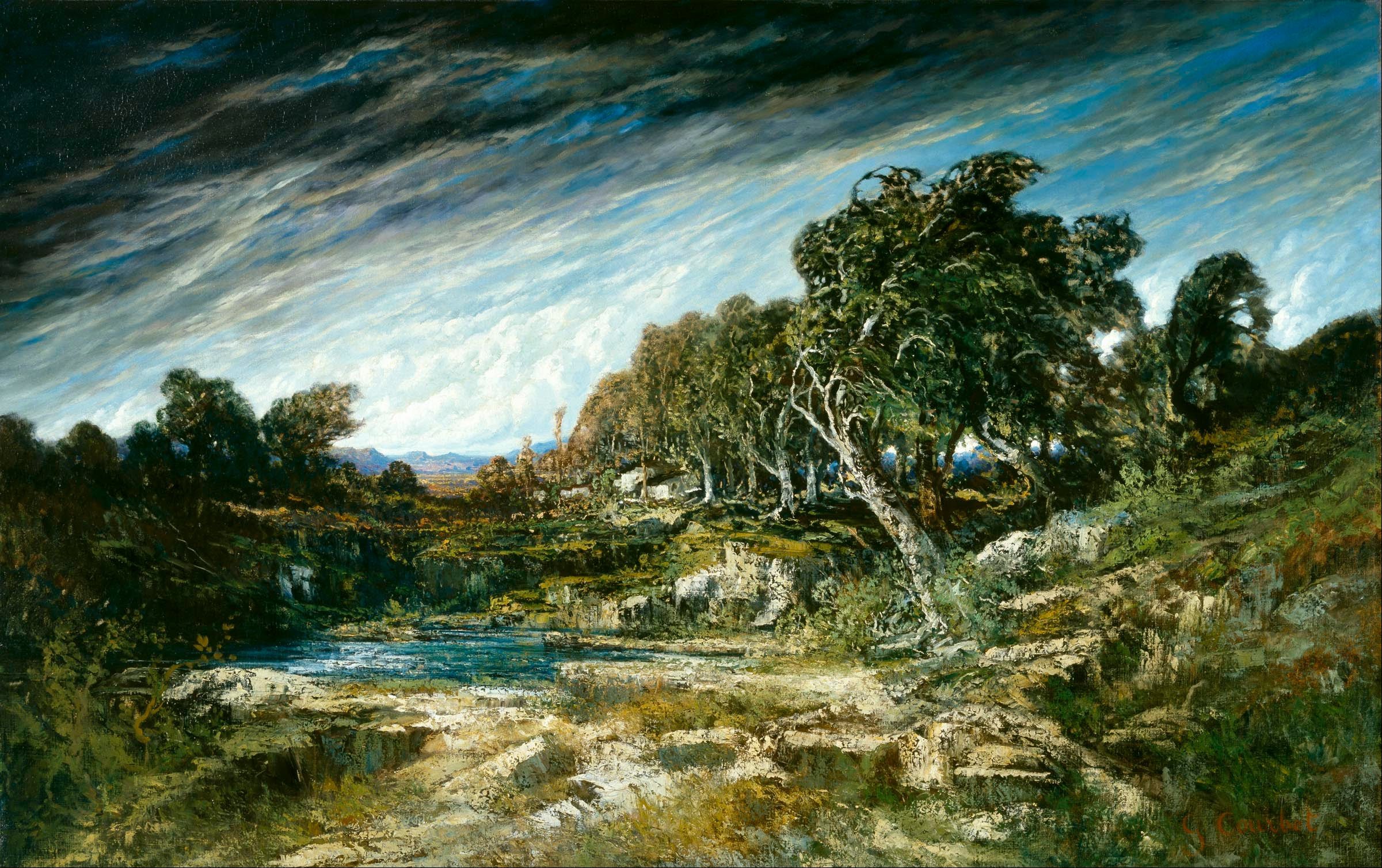
Гюстав Курбе Порив вітру (Наближення шторму) (1865)
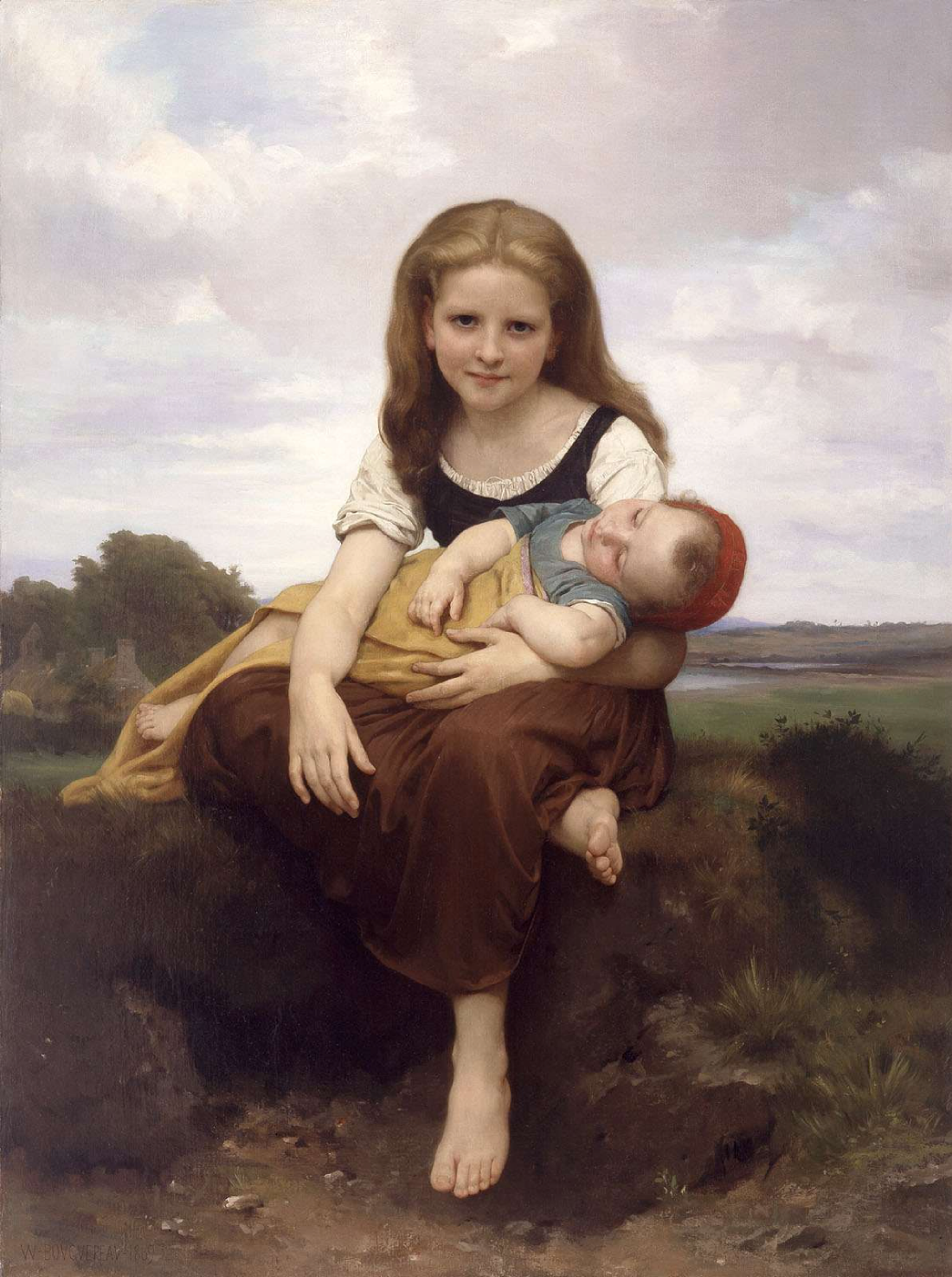
Адольф Вільям Бугро Старша сестра (1869)
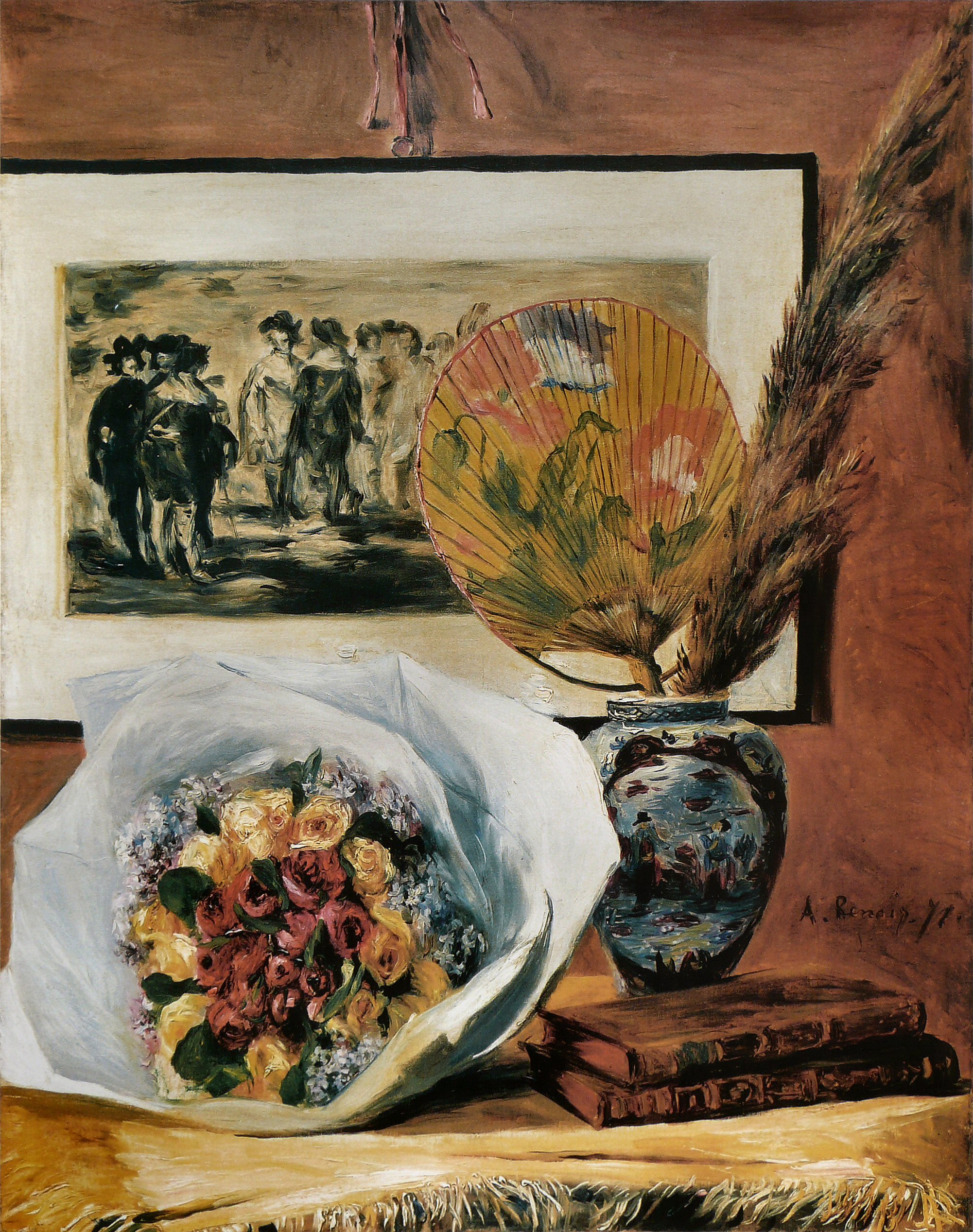
П'єр Огюст Ренуар Натюрморт з букетом та віялом (1871)
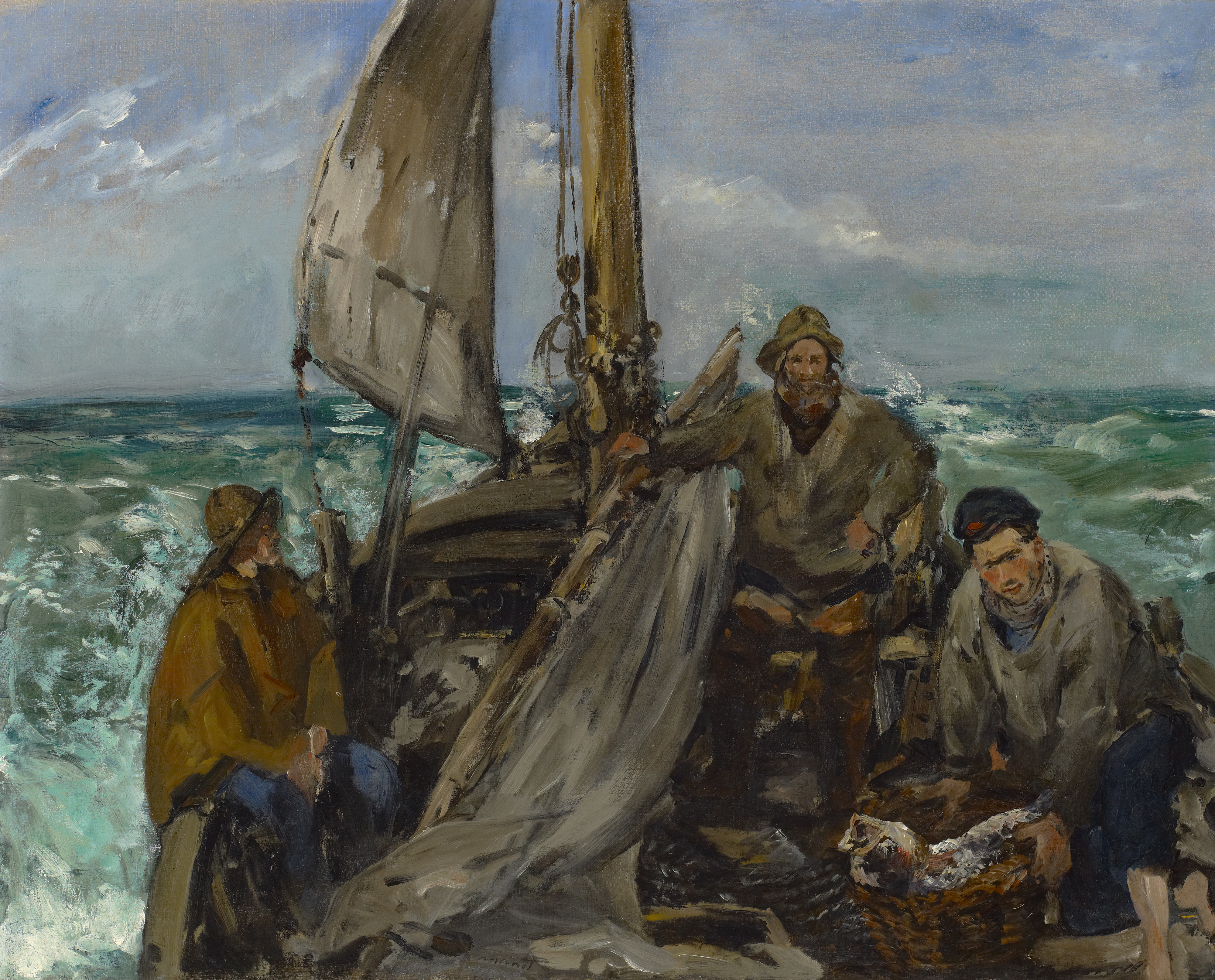
Едуард Мане Трудівники моря (1873)
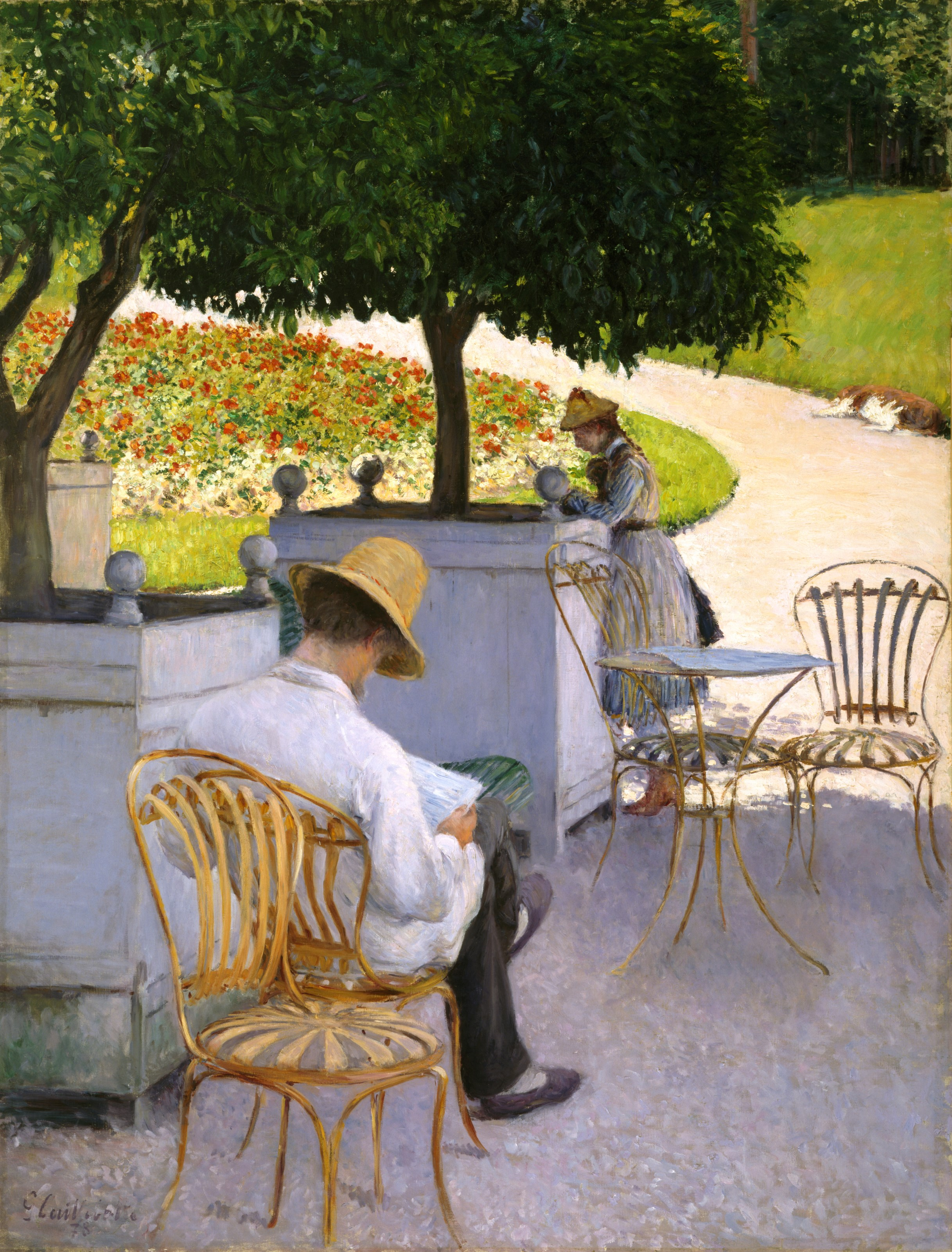
Гюстав Кайботт Апельсинові дерева (1878)
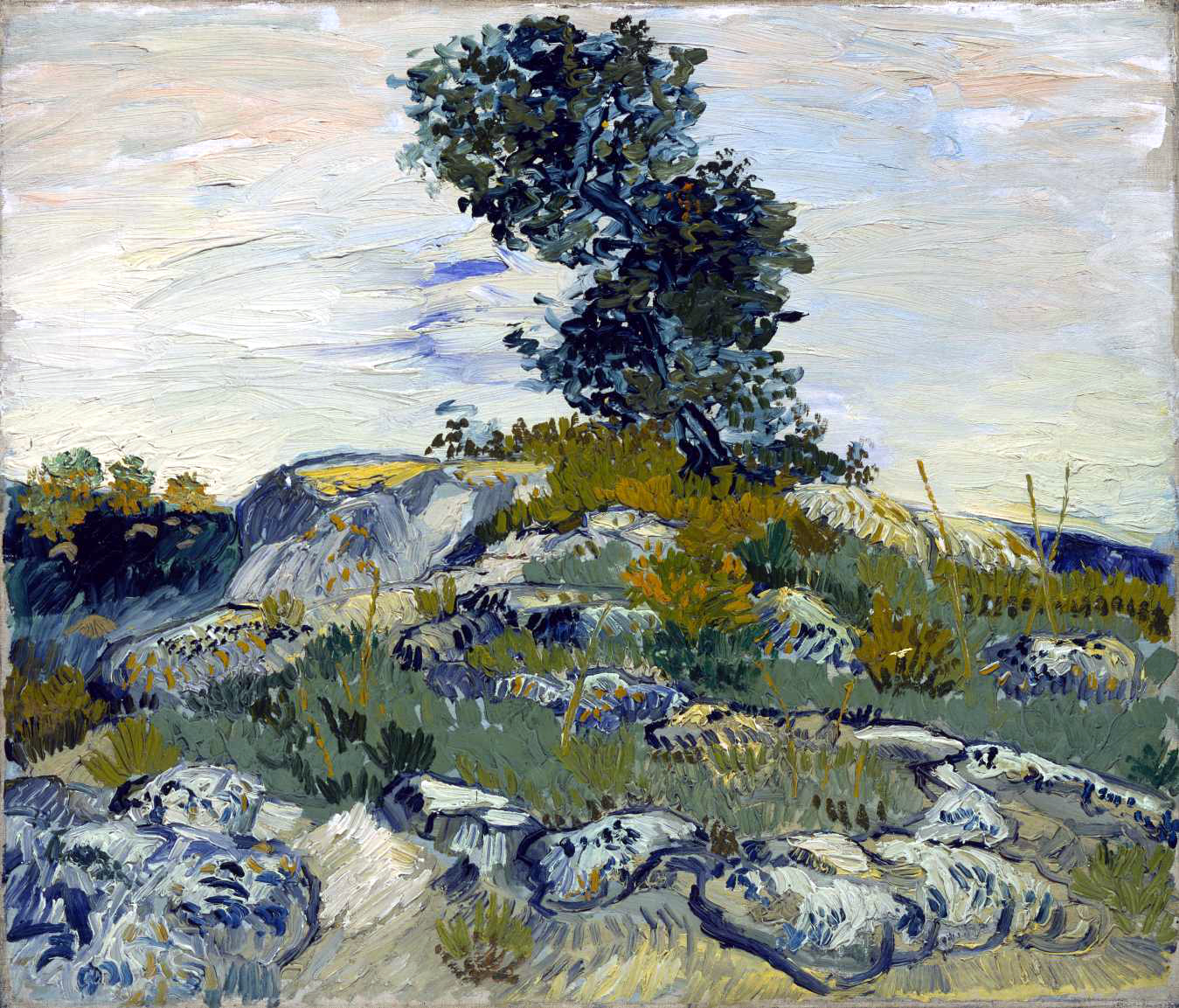
Вінсент ван Гог Валуни та дуб (1888)
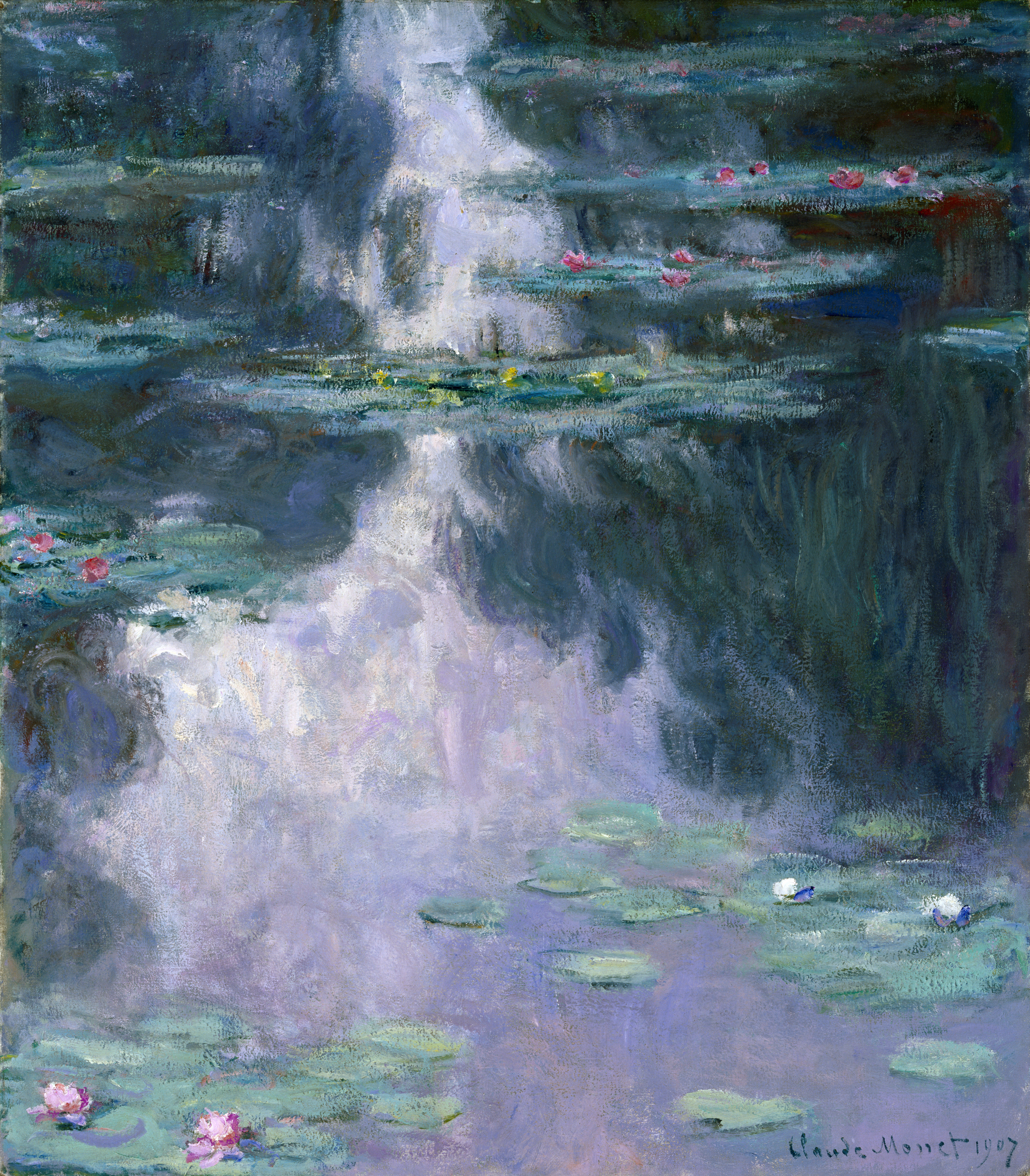
Клод Моне Водяні лілеї (1907)

### Американський живопис

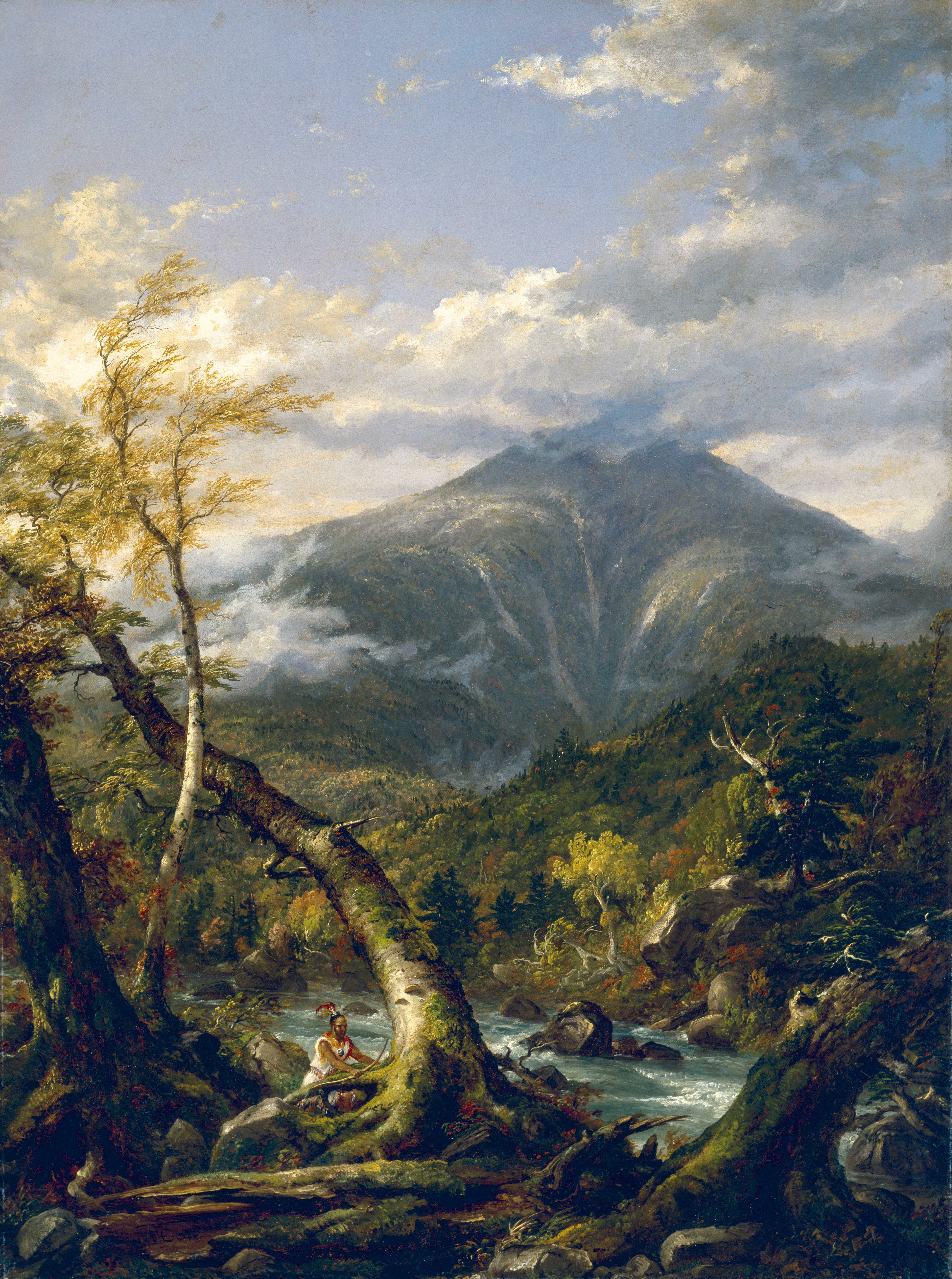
Томас Коул Дорога індіанців (1847)
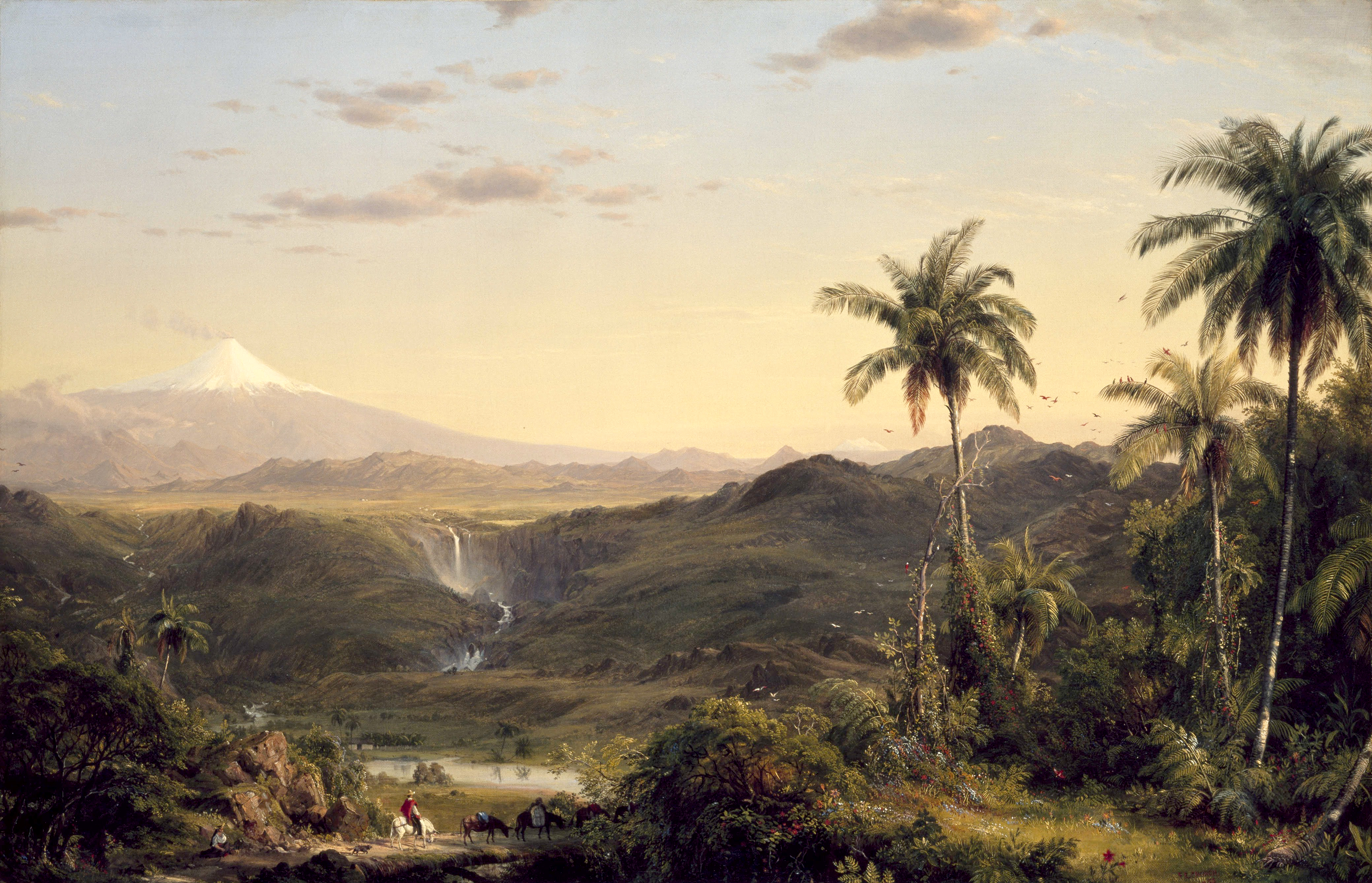
Фредерік Едвін Черч Котопахі (1855)
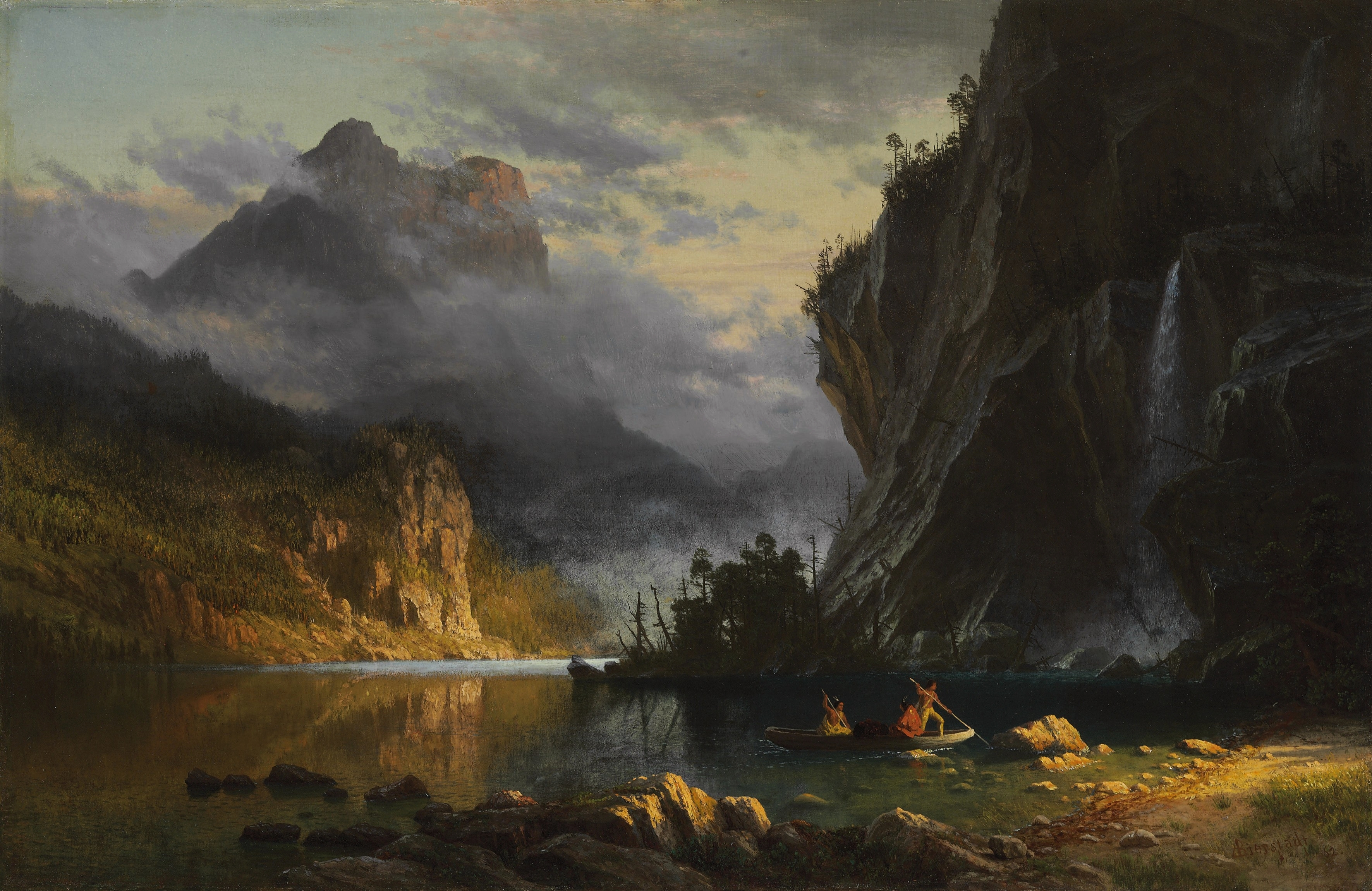
Альберт Бірштадт Індіанці, ловлячи рибу списом (1862)
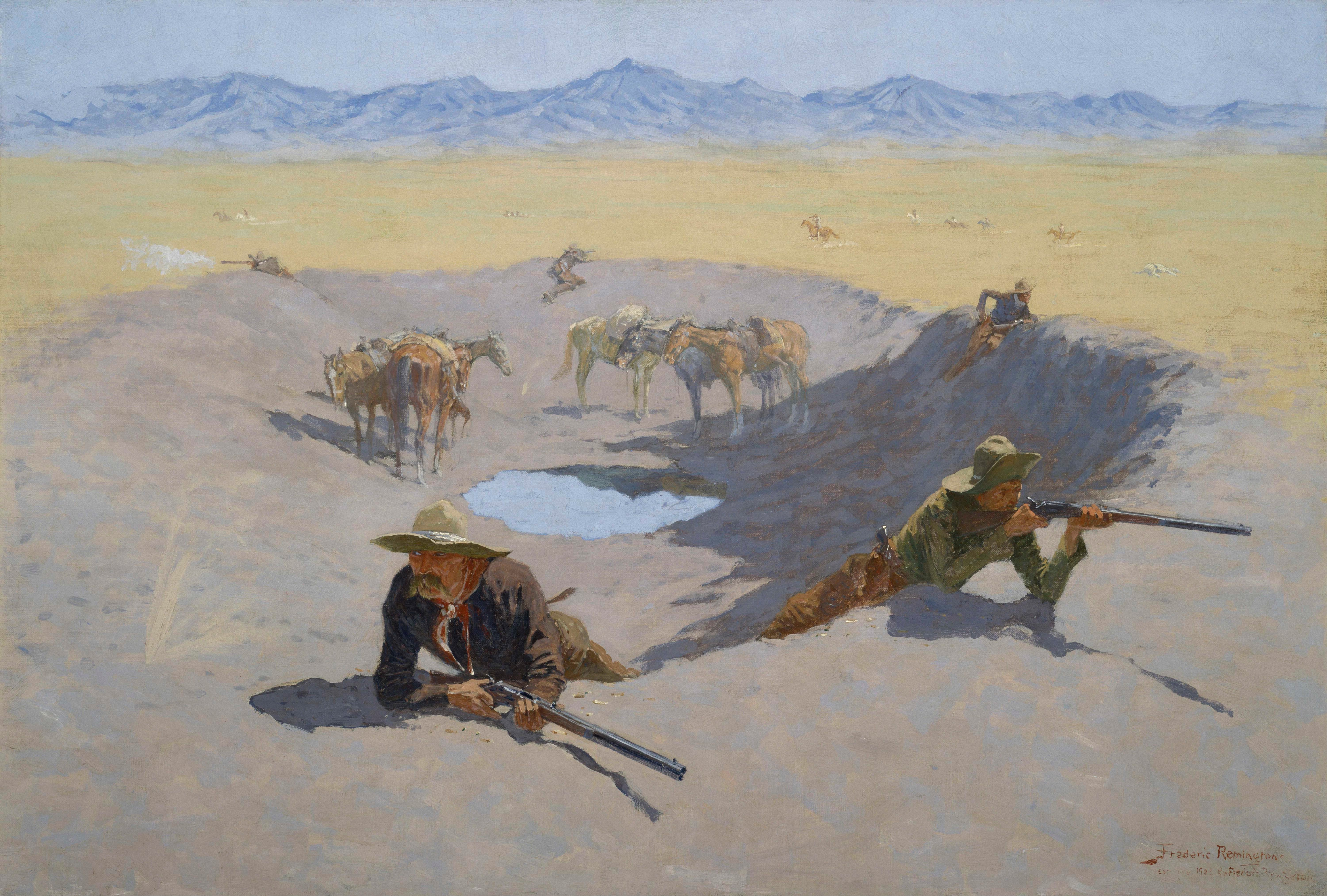
Фредерік Ремінгтон Битва за джерело води (1903)